# 锡德维尔 (滨海塞纳省)
锡德维尔（法語：Cideville，法語發音：[sidvil]）是法国滨海塞纳省的一个市镇，属于鲁昂区。

## 地理
锡德维尔（49°36'58"N, 0°53'45"E）面积5.37 平方千米，位于法国诺曼底大区滨海塞纳省，该省份为法国北部沿海省份，其西部及北部濒大西洋英吉利海峡，东起顺时针与索姆省、瓦兹省、厄尔省和卡爾瓦多斯省接壤。
与锡德维尔接壤的市镇（或旧市镇、城区）包括：欧祖维尔莱讷瓦勒、利梅西、梅尼勒-帕讷维尔。

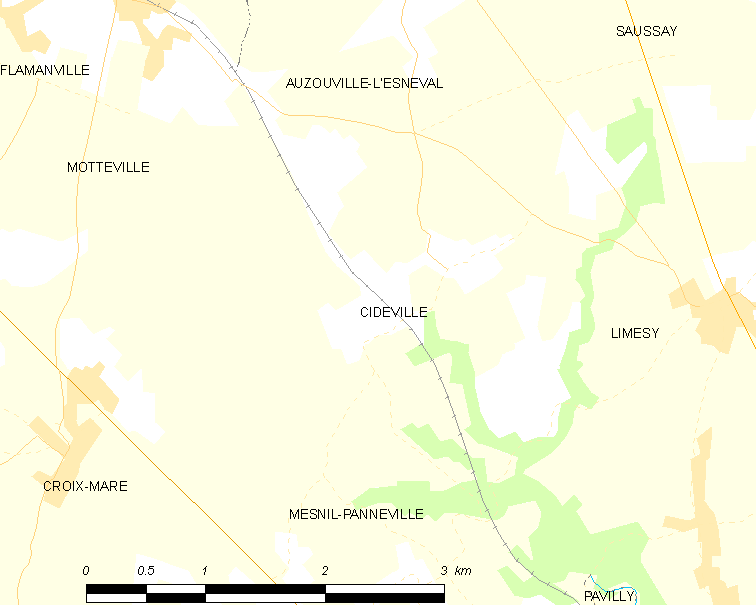
的OSM定位图

锡德维尔的时区为UTC+01:00、UTC+02:00（夏令时）。

## 行政
锡德维尔的邮政编码为76570，INSEE市镇编码为76174。

## 政治
锡德维尔所属的省级选区为伊沃托县。

## 人口

1962-2008年间人口变化图示

锡德维尔于2022年1月1日时的人口数量为423人。